# 21646 Joshuaturner
A 21646 Joshuaturner (ideiglenes jelöléssel 1999 NK53) a Naprendszer kisbolygóövében található aszteroida. A LINEAR projekt keretében fedezték fel 1999. július 12-én.